# フェレロ・ロシェ

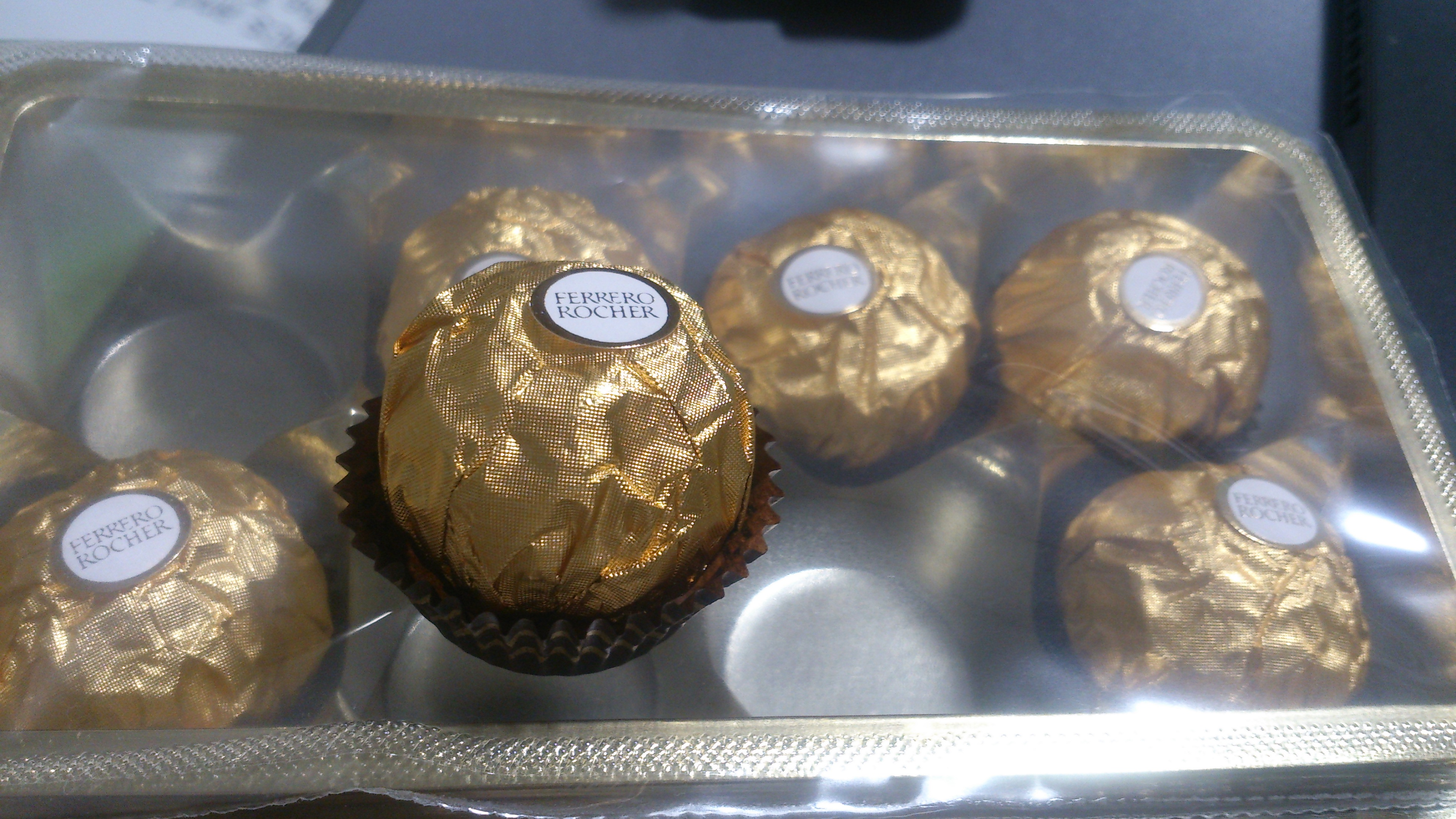
包装された状態のフェレロ・ロシェ

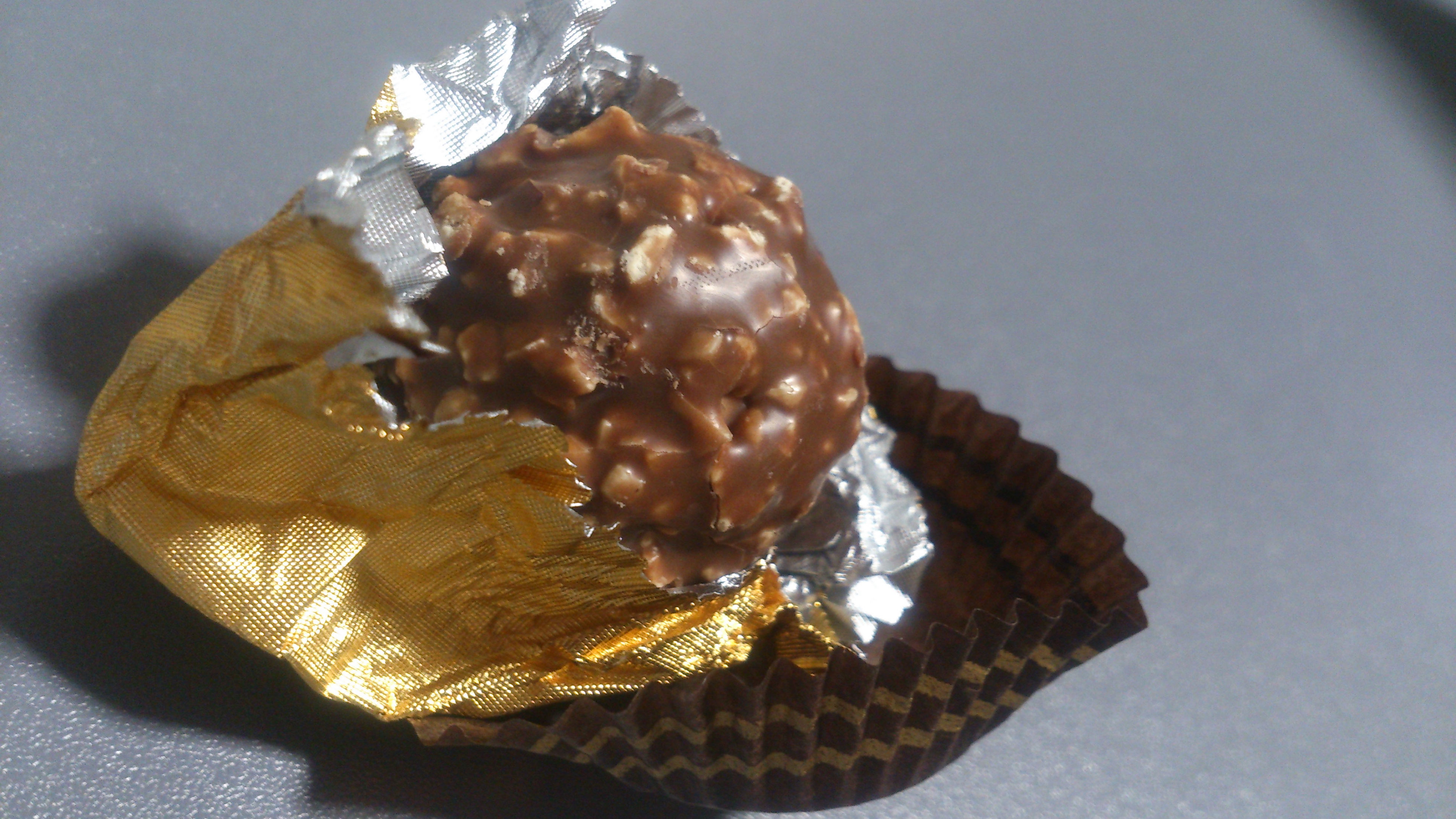
包装から出したフェレロ・ロシェ

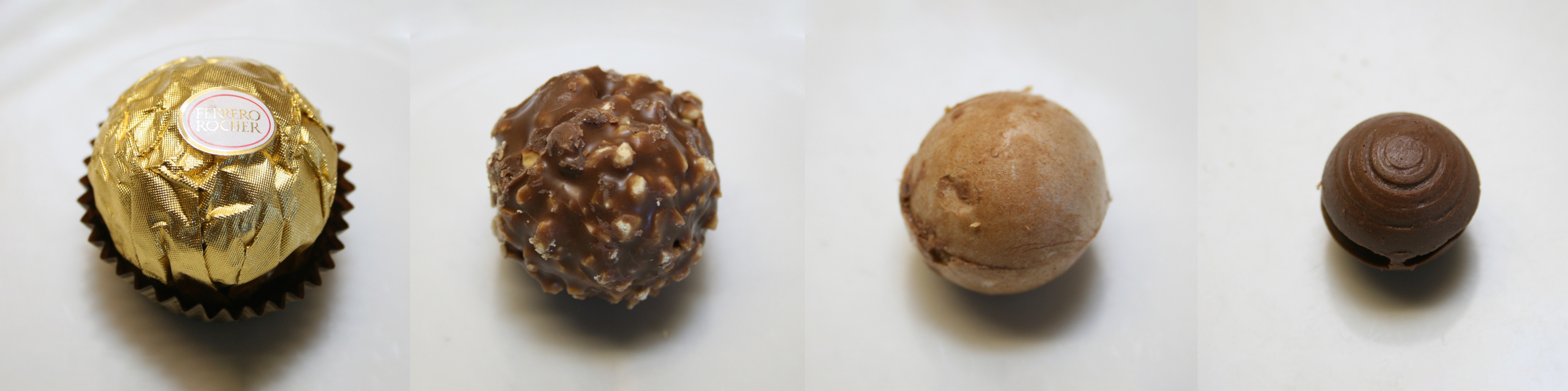
フェレロ・ロシェ

フェレロ・ロシェ（イタリア語: Ferrero Rocher）はイタリアのチョコレートメーカー、フェレロにより製造されている丸いチョコレート菓子である。

## 来歴
1982年に登場したもので、ローストしたまるごとのヘーゼルナッツの周りに植物油を含んだヘーゼルナッツクリームを満たし、うすいウエハースにくるんで、ミルクチョコレートと小さく刻んだヘーゼルナッツで包んだ菓子である。この菓子は一個あたり73.6キロカロリーを有し、金色の紙に個別包装されている。「ロシェ」という名称はフランス語で「岩」を指す単語からきている。これはルルドにあるローマン・カトリック教会の聖域となっている洞窟にちなむものであり、フェレロのオーナーであるミケーレ・フェレロの信仰心を反映している。さらにミケーレ・フェレロの母親はピエラ・ロシェ(Piera Rocher)という名前であり、これにちなんでいたとも考えられる。フェレロ社はヌテラ、キンダーサプライズ、ティック・タックなどの製品も生産している。

## 成分
- ミルクチョコレート 30%（砂糖、ココアバター、カカオマス、スキムミルクパウダー、無水乳脂肪、添加レシチン、バニリン）
- ヘーゼルナッツ 28.5%
- 砂糖
- 植物油
- 小麦粉
- ホエー粉末
- 低脂肪ココアパウダー
- 塩
- 添加レシチン
- ふくらし粉
- バニリン

アレルギー情報：ミルク、ヘーゼルナッツ、グルテン、大豆を含む。

## 広告
全ての販売国で、フェレロ・ロシェがパーティーや公的な催しでお客がホストに饗されているところを描いた広告キャンペーンが行われている。フェレロ・ロシェは伝統的にクリスマスや新年のお菓子とされ、冬のみフェレロ・ロシェを販売する戦略をとっている国もある。

### 英国での広告キャンペーンとその影響
1990年代の英国において、ヨーロッパから来た大使公邸でのパーティーをテーマにした広告シリーズが打たれ、このキャンペーンはそれ以来しばしば大衆文化においてパロディ化されている。最初に英国の俳優であるジョナサン・キッドによるボイスオーバーナレーションで「大使のレセプションはゲストの心をとらえるホストの洗練された趣味で世間に鳴り響いています」という説明が入る。パーティのお客の間を、ピラミッド型に積んだフェレロ・ロシェをのせた銀盆を持った執事が回るというイメージはおきまりのものとなり、外交一般のステレオタイプとして広く流布するようになった。イタリアの広告を英語で吹き替え、大衆的な顧客に対してフェレロ・ロシェを顧客の憧れをそそるブランド(aspirational brand)として提示するマーケティングが行われており、この広告の社会経済的なターゲットについて、とくにもっと大衆的な顧客に対してこれはいくぶんか侮辱的なのではないかということについての議論が発生した。